# Charon (rivista)
La rivista Charon (Caronte) era l'organo di stampa e divulgazione del movimento omonimo. Fu fondata nel 1904 da Rudolf Pannwitz e Otto zur Linde (quest'ultimo sarebbe stato affiancato nell'attività di redazione a partire dal 1906 da Karl Röttger).
Il circolo Charon era caratterizzato da posizioni in contrasto con quelle del Naturalismo e può essere considerato un antesignano dell'Espressionismo. Il circolo avversava commistioni in ambito filosofico, religioso e poetico con la dimensione quotidiana della vita umana.
Tra i suoi contributori la rivista annoverò personaggi quali Rudolf Paulsen, Hanns Meinke, Else Lasker-Schüler e Johannes Schlaf. Le pubblicazioni, iniziate nel gennaio del 1904, cessarono nel novembre del 1914.